# Mpaka
Mpaka is een plaats iets ten oosten van het centrum van Swaziland. Het ligt aan de westkant van het district Lubombo, zo'n 22 kilometer ten westen van Siteki, de hoofdplaats van het district, aan de snelweg MR3. Deze snelweg doorkruist het land van oost naar west. De plaats ligt 323 meter boven de zeespiegel.
Zo'n 10 kilometer ten noordoosten van Mpaka ligt het Hlane Royal National Park.

## Demografie
Volgens een officiële volkstelling in 1997 telde Mpaka 2144 inwoners. In 1986 woonden hier 1007 mensen. In 2013 schatte men de bevolking op 4257 mensen.

## Reizen
Mpaka heeft een groot treinstation op de noord-zuidlijn.
Verder ligt zo'n 12 kilometer ten noordwesten van Mpaka het vliegveld Sikhuphe International Airport, dat ook wel King Mswati III International Airport wordt genoemd.